# Fort Vancouver

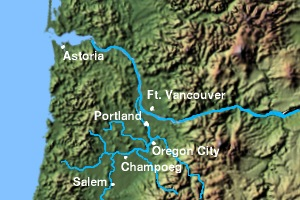
Fort Vancouver

Fort Vancouver era um posto avançado de comércio de peles no século XIX às margens do rio Columbia e que servia como quartel da Companhia da Baía de Hudson no Distrito de Columbia (conhecido pelos estado-unidenses como Oregon Country). Recebeu esse nome em homenagem ao Capitão George Vancouver, o forte estava localizado na margem norte do rio Columbia na atual Vancouver Washington, perto de Portland, Oregon. Atualmente, uma réplica em tamanho natural do forte, com as construções internas, foi construído e aberto ao público.